# ティム・ウィザスプーン
ティム・ウィザスプーン（Tim Witherspoon, 1957年12月27日 - ）は、アメリカ合衆国のプロボクサー。ペンシルベニア州フィラデルフィア出身。元WBC・WBA世界ヘビー級王者。

## 来歴
1979年10月30日、プロデビュー。
1983年5月20日、ラリー・ホームズの持つWBC世界ヘビー級王座に挑戦するが、判定負け。
1984年3月9日、空位のWBC世界ヘビー級王座をグレグ・ペイジと争い、判定勝ちで獲得。
1984年8月31日、ピンクロン・トーマスに判定負けし、王座から陥落。
1986年1月17日、トニー・タッブスに判定勝ちし、WBA世界ヘビー級王座を獲得。1度防衛。
1986年12月12日、ジェームス・スミスに1ラウンドTKO負けし、王座から陥落。

## 戦績
戦績 69戦55勝（38KO）13敗1分

## 獲得タイトル
- WBC世界ヘビー級王座（防衛0）
- WBA世界ヘビー級王座（防衛1）